# Équipe de Nouvelle-Zélande automobile
L'A1 Team New Zealand est l'équipe nationale de la Nouvelle-Zélande participante à la coupe du monde A1 Grand Prix.

## Historique

### Saison2005/2006

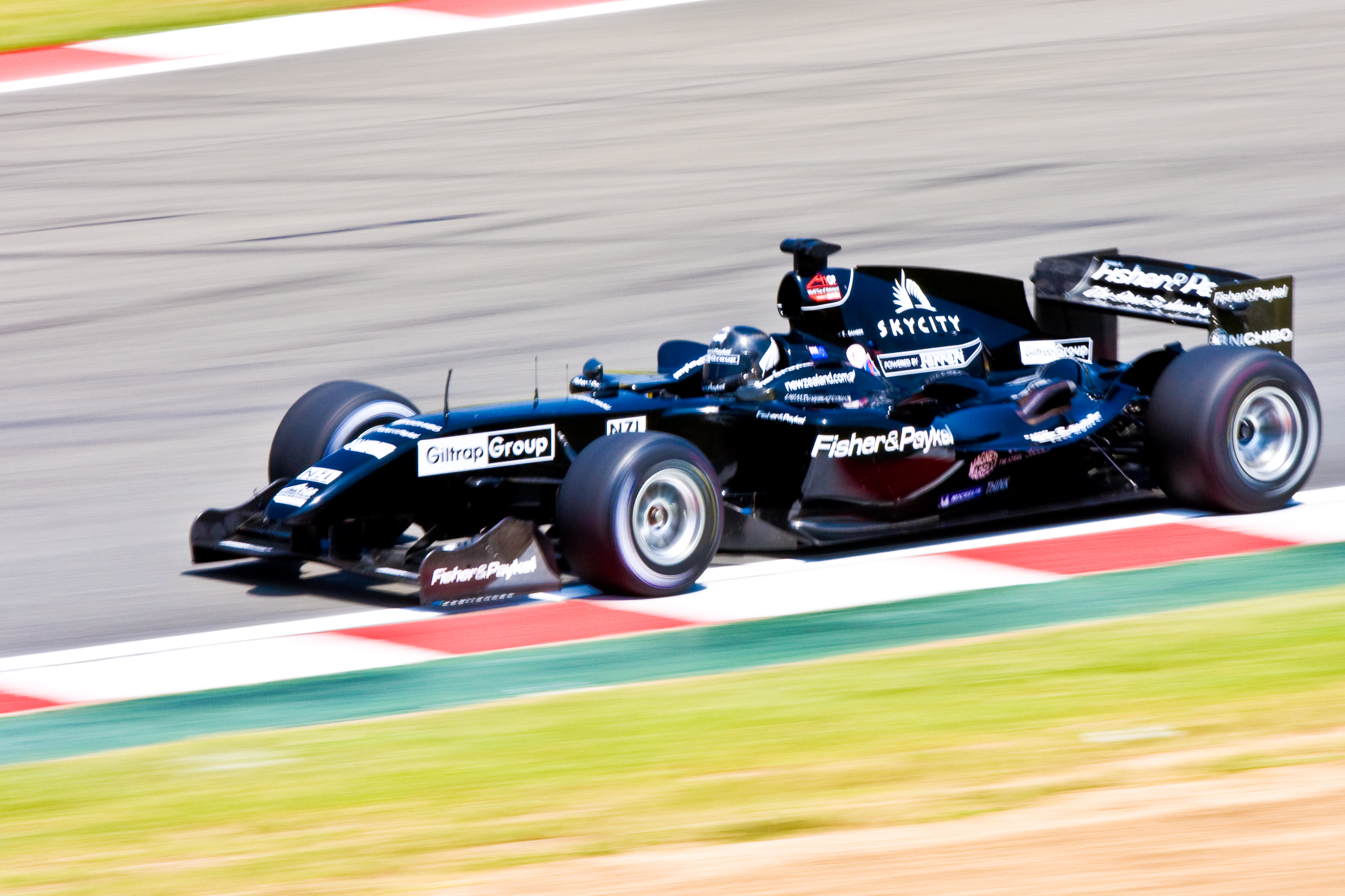
Earl Bamber en 2009.

Equipe managée par le team West Surrey Racing (en) (célèbre écurie britannique de Formule 3)
Résultats
- 77 points
- classement : 4e

Pilotes
- Jonny Reid (4 courses; meilleur résultat : 4e)
- Matt Halliday (16 courses; meilleur résultat : 3e)
- Scott Dixon (0 course)

### Saison2006/2007
Equipe managée par Super Nova Racing (célèbre écurie de F3000)
Résultats
- 3 victoires, 93 points
- classement :  Vice-Champion

Pilotes
- Jonny Reid (14 courses; 3 victoires)
- Matt Halliday (6 courses; meilleur résultat : 3e)
- Wade Cunningham (0 course)
- Chris Van der Drift (0 course)

### Saison2007/2008
Equipe managée par Super Nova Racing (célèbre écurie de F3000)
Résultats
- 4 victoires, 127 points
- classement :  Vice-Champion

Pilote
- Jonny Reid (20 courses; 4 victoires)

### Saison2008/2009
Résultats
- 37 points
- classement : 7e

Pilote
- Chris van der Drift (4 courses ; meilleur résultat : 2e)
- Earl Bamber (10 courses ; meilleur résultat : 5e)